# Pływaczek
Pływaczek (Nectomys) – rodzaj ssaków z podrodziny bawełniaków (Sigmodontinae) w obrębie rodziny chomikowatych (Cricetidae).

## Rozmieszczenie geograficzne
Rodzaj obejmuje gatunki występujące w Ameryce Południowej.

## Morfologia
Długość ciała (bez ogona) 119–290 mm, długość ogona 120–287 mm, długość ucha 15–35 mm, długość tylnej stopy 35–62 mm; masa ciała 102–430 g.

## Systematyka
Rodzaj zdefiniował w 1860 roku niemiecki zoolog Wilhelm Peters w artykule poświęconym niektórym gryzoniach ze zbiorów Muzeum Historii Naturalnej w Berlinie opublikowanej w czasopiśmie Abhandlungen der Königlichen Akademie der Wissenschaften zu Berlin. Peters wymeinił dwa gatunki – Nectomys apicalis W. Peters, 1861 i Mus squamipes Brants, 1827 – z których gatunkiem typowym jest (późniejsze oznaczenie) Mus squamipes Brants, 1827 (pływaczek łuskonogi). Wcześniejsza nazwa, którą ukuł w 1829 roku francuski przyrodnik Frédéric Cuvier, była oparta na okazie będącym kompozytem składającym się ze skóry należącej do Nectomys squamipes, czaszki należącej do Proechimys i żuchwy należącej do Echimys.

### Etymologia
- Cercomys: gr. κερκος kerkos ‘ogon’; μυς mus, μυoς muos ‘mysz’[12]. Gatunek typowy (oznaczenie monotypowe): Cercomys cunicularius F. Cuvier, 1829 (= Mus squamipes Brants, 1827).
- Nectomys (Neotomys): gr. νηκτος  nēktos ‘pływać’; μυς mus, μυoς muos ‘mysz’[13].
- Potamys: gr. ποταμος potamos ‘rzeka’; μυς mus, μυoς muos ‘mysz’[14]. Gatunek typowy (oryginalne oznaczenie): Potamys brasiliensis Liais, 1872 (= Mus squamipes Brants, 1827).

### Podział systematyczny
Do rodzaju należą następujące gatunki:
| Grafika | Gatunek             | Autor i rok opisu               | Nazwa zwyczajowa      | Podgatunki         | Rozmieszczenie geograficzne | Podstawowe wymiary                            | Status IUCN |
| ------- | ------------------- | ------------------------------- | --------------------- | ------------------ | --- | --------------------------------------------- | ----------- |
|         | Nectomys palmipes   | J.A. Allen & F.M. Chapman, 1893 | pływaczek trynidadzki | 2 podgatunki       | północno-wschodnia Wenezuela (półwysep Paria, dorzecze Orinoko) oraz Trynidad i Tobago (Trynidad)                                                         | DC: 15,7–25 cm DO: 14–23 cm MC: 130–347 g     | LC          |
|         | Nectomys magdalenae | O. Thomas, 1897                 | pływaczek stokowy     | 2 podgatunki       | endemit Kolumbii (doliny rzek Magdalena i Cauca) | DC: 18,2–29 cm DO: 19,1–27 cm MC: brak danych | NE          |
|         | Nectomys apicalis   | W. Peters, 1861                 | pływaczek samotny     | gatunek monotypowy | wschodni Ekwador, wschodnie Peru i zachodnia Brazylia (Amazonas); zakres wysokości: 105–3400 m n.p.m.                                                     | DC: 14,5–27 cm DO: 16,1–27 cm MC: 141–430 g   | LC          |
|         | Nectomys saturatus  | O. Thomas, 1897                 |                       | gatunek monotypowy | endemit Ekwadoru (znany tylko z miejsca typowego (Ibarra, Imbabura); zakres wysokości: około 2225 m n.p.m.                                                | DC: 20,5–21 cm DO: 22–24 cm MC: brak danych   | NE          |
|         | Nectomys rattus     | (Pelzeln, 1883)                 | pływaczek amazoński   | gatunek monotypowy | wschodnia Kolumbia (dorzecze rzeki Orinoko), Peru (dorzecze rzeki Ukajali), region Gujana, Brazylia (na wschód od rzek Parana i São Francisco) i Paragwaj | DC: 12,7–29 cm DO: 12–25 cm MC: 102–430 g     | LC          |
|         | Nectomys squamipes  | (Brants, 1827)                  | pływaczek łuskonogi   | gatunek monotypowy | wschodnia Brazylia (Mata Atlântica, na południe od Pernambuco), wschodni Paragwaj i północno-wschodnia Argentyna (Misiones)                               | DC: 11,9–26 cm DO: 12,2–29 cm MC: 112–380 g   | LC          |

Kategorie IUCN:  LC  – gatunek najmniejszej troski;  NE  – gatunki niepoddane jeszcze ocenie.